# Гукович Василь Михайлович
Васи́ль Миха́йлович Гуко́вич (нар. 28 грудня 1885, Калинівка, Херсонський повіт, Херсонська губернія — пом. 1937) — військовик, поручик, репресований протоієрей.

## Життєпис

### Родина
Народився в сім'ї православного священика.
Батько — Михайло Гукович рукопокладений у село Блощинці. 1905 року — священик Миколаївської церкви села Панчеве.

### Освіта
Маючи свідоцтво про закінчення 3 класів Одеської духовної семінарії, 1905 року як стороння особа складає іспит зрілості у чоловічій гімназії міста Златополя і отримує атестат за № 850.
1910 року маючи звання юнкер закінчує Одеське піхотне юнкерське училище, 6 серпня 1910 року отримує звання підпоручик з вислугою з 6 серпня 1909 року і скеровується у 73-й піхотний Кримський Його Імператорської Величності Великого Князя Олександра Михайловича полк.

### Військова діяльність
15 листопада 1913 року як підпоручик 73-го піхотного Кримського Його Імператорської Величності Великого Князя Олександра Михайловича полку отримуює звання поручик з вислугою з 6 серпня 1913 року.
З вибухом  Першої світової війни [31 січня]] 1915 року переводиться в 257-й піхотний Євпаторійський полк.
Неодноразово відзначається у битвах, за що отримує державну нагороду.
Після  Жовтневого перевороту 1917 року — в Гетьманській армії. У званні сотник 30 листопада 1918 року зарахований з 7 травня до складу автобронебатареї.

### Останні роки життя
Служив священиком (протоієрей) у Володимиро-Либідській церкві. 1937 року вивезений з Києва та безвісно пропав..

## Нагороди
- Орден Святої Анни 4 ступеня з написом «За хоробрість» (3 лютого 1915 року)[10];

## Зазначення
1. ↑  Державний архів Кіровоградської області. Загальний список осіб, які бажають скласти іспит зрілості у Златопільській чоловічій гімназії у 1905 році. Ф. 499 опис 1 справа 611 С. 67 [Архівовано 30 листопада 2016 у Wayback Machine.](рос. дореф.)
2. ↑  Киевские епархиальные ведомости. 1864 рік. № 20 — 15 жовтня.// Генеалогический форум ВГД [Архівовано 24 березня 2018 у Wayback Machine.](рос.)
3. ↑  Державний архів Кіровоградської області. Ф. 726 опис 1 справа 1 С. 74 — 178 [Архівовано 30 листопада 2016 у Wayback Machine.](рос. дореф.)
4. ↑  Державний архів Кіровоградської області. Список учнів і сторонніх осіб, які витримали іспит зрілості в 1905 році. Ф. 499 опис 1 справа 582 С. 3 [Архівовано 30 листопада 2016 у Wayback Machine.](рос.)
5. ↑  Высочайшие приказы о чинах военных. 1910 г., июль — сентябрь. Санкт-Петербург. 1910. С. 263 [Архівовано 10 вересня 2017 у Wayback Machine.](рос. дореф.)
6. ↑  Высочайшие приказы о чинах военных. 1913 г., 1 сентября — 31 декабря. Санкт-Петербург. 1913. С. 408 [Архівовано 15 березня 2017 у Wayback Machine.](рос. дореф.)
7. ↑  Высочайшие приказы о чинах военных. 1915 г., январь — февраль. Санкт-Петербург. 1915. С. 648 [Архівовано 30 травня 2017 у Wayback Machine.](рос. дореф.)
8. ↑  Волков, Сергей Владимирович База данных № 2: «Участники Белого движения в России». С. 535 [Архівовано 12 липня 2017 у Wayback Machine.](рос. дореф.)
9. ↑  Частичный список погибшего духовенства г. Киева. //LIVEJOURNAL [Архівовано 9 липня 2017 у Wayback Machine.](рос.)
10. ↑  Высочайшие приказы о чинах военных. 1915 г., январь — февраль. Санкт-Петербург. 1915. С. 777 [Архівовано 30 травня 2017 у Wayback Machine.](рос. дореф.)